# راکو گروو، شهرستان فولتون، کنتاکی
راکو گروو (به انگلیسی: Beech Grove) یک منطقهٔ مسکونی در ایالات متحده آمریکا است که در شهرستان فولتن، کنتاکی واقع شده‌است. راکو گروو ۱۴۳٫۸۷ متر بالاتر از سطح دریا واقع شده‌است.